# Chelonoidis chathamensis
Chelonoidis chathamensis је гмизавац из реда Testudines и фамилије Testudinidae. 

## Угроженост
Ова врста се сматра рањивом у погледу угрожености врсте од изумирања.

## Распрострањење
Ареал врсте је ограничен на једну државу, Еквадор. Присутна је само на Галапагосу.

## Станиште
Врста живи на копну.